# Piabarchus stramineus
Piabarchus stramineus es una especie de pez de la familia Characidae en el orden de los Characiformes.

## Morfología
Los machos pueden llegar alcanzar los 11,4 cm de longitud total y 19,9 g de peso.

## Hábitat
Vive en zonas de clima tropical entre 22 °C - 26 °C de temperatura.

## Distribución geográfica
Se encuentran en Sudamérica: cuencas de los ríos Uruguay (Brasil), La Plata y São Francisco.